# ساعر 3
زوارق الصواريخ فئة ساعر 3 (بالعبرية: סער 3) أو فئة شيربورغ، كانت عبارة عن فئة من زوارق الصواريخ التي بُنيت في شيربورغ بفرنسا في أحواض أميوت لبناء السفن بناءً على تعديل البحرية الإسرائيلية لمركبات الهجوم السريعة من فئة جاغوار التابعة للبحرية الألمانية. تُعرف هذه الزوارق أيضاً باسم نجوم شيربورغ.

## التصميم والتطوير
توصلت القيادة البحرية الإسرائيلية في أوائل الستينيات إلى استنتاج مفاده أن مدمراتها وفرقاطاتها وطراداتها القديمة التي تعود إلى حقبة الحرب العالمية الثانية قد عفا عليها الزمن وأن هناك حاجة إلى سفن وقطع بحرية جديدة. عاين إسحاق شوشان، الذي قاد فيما بعد المدمرة آي إن إس إيلات وقت غرقها، تصاميم زوارق الطوربيد المتاحة وأوصى بفئة جاغوار الألمانية. طلبت البحرية الإسرائيلية من لورسن، حوض بناء السفن الذي بنى فئة جاغوار، تعديل التصميم الخشبي من فئة جاغوار بتحويله إلى هيكل فولاذي، وإضافة 2.4 م (7 أقدام و10 بوصات) إلى الطول، ومراجعة التقسيم الداخلي. لكن نتيجة ضغوط جامعة الدول العربية على الحكومة الألمانية، لم تستمر هذه الخطة وبحثت إسرائيل عن باني جديد. اكتشفت البحرية الإسرائيلية أن شركة الإنشاءات الميكانيكية النورمندية ومقرها شيربورغ والمملوكة لفيليكس أميوت [الإنجليزية] لديها خبرة في بناء زوارق دورية بالتعاون مع لورسن وستقوم ببناء الزوارق، بناءً على التصاميم والخطط الألمانية. مع استيراد المحركات من ألمانيا. حصل المشروع على الاسم الرمزي «الخريف» (بالعبرية: שלכת، شاليخت). كان من ضمن تداعيات حرب 67 والغارة الإسرائيلية على مطار بيروت أن فرضت الحكومة الفرنسية حظر تسليح إسرائيل واحتجزت آخر 5 زوارق قبل تسليمها إلى البحرية الإسرائيلية، والتي تمكنت من استعادتها خلال عملية مشروع شيربورج [الإنجليزية].

## تاريخ الخدمة
شهدت زوارق ساعر 3 أولى معاركها البحرية خلال حرب أكتوبر 1973. حيث وقعت أول اشتباكات بحرية باستخدام صواريخ سطح-سطح. كانت الأولى خلال معركة اللاذقية حيث هزمت البحرية الإسرائيلية العديد من الزوارق السورية والأهداف الساحلية باستخدام مدافع أوتو ميلارا 76 ملم والصواريخ. تبعها بوقت قصير هزيمة إسرائيلية للقوات المصرية في معركة بلطيم.
جنح زورق آي إن إس غاعش على شاطيء المملكة العربية السعودية في الثمانينيات. سمحت السلطات السعودية للبحرية الإسرائيلية بسحب الزورق وأخذه.

## زوارق الفئة
| اسم الزورق            | الصورة | تاريخ الخدمة                                  | المصير                                             | الحالة        |
| --------------------- | ------ | --------------------------------------------- | -------------------------------------------------- | ------------- |
| آي إن إس ساعر الإعصار |        | أُطلق في 25 نوفمبر 1968. كُلف في 1969.          | تقاعد في 1991. وأُغرق كهدف للرماية                  | خرج من الخدمة |
| آي إن إس صوفا العاصفة |        | أُطلق في 4 فبراير 1969. كُلف في 24 ديسمبر 1969. | تقاعد في 1988 وأُغرق كنصب تذكاري تحت الماء.         | خرج من الخدمة |
| آي إن إس غاعش البركان |        | أُطلق في 2 أبريل 1969. كُلف في 1970.            | تقاعد في 1985 وأُغرق ضمن تدريب بالصواريخ.           | خرج من الخدمة |
| آي إن إس خيريف السيف  |        | أُطلق في يونيو 1969.                           | تقاعد في 1986 وأُغرق ضمن تدريب بالصواريخ.           | خرج من الخدمة |
| آي إن إس حانيت الرمح  |        | أُطلق في 14 أكتوبر 1969                        | اشترته تشيلي في 1988 تحت اسم إل إس جي-1624 إنكيكي. | خرج من الخدمة |
| آي إن إس هيتز السهم   |        | أُطلق في 16 ديسمبر 1969 وكُلف في 31 ديسمبر 1969 | اشترته تشيلي في 1988 تحت اسم إل إم-33 كوفادونغا.   | خرج من الخدمة |

## كتب
- Rabinovich، Abraham (1988). The Boats of Cherbourg: The Secret Israeli Operation That Revolutionized Naval Warfare (ط. 1st). New York: Seaver Books. ISBN:978-0-8050-0680-3.